# Urva javanica
Urva javanica (мангуст малиймангуста яванська) — рід ссавців, представник ряду хижих із родини мангустових.

## Фізичний опис
Має загострену голову, довгий хвіст і густе волосся, окрім нижньої частини ніг. Шерсть може настовбурчуватися, щоб тварина здавалася більшою, коли веде боротьбу з такими ворогами, як отруйні рептилії. Самці в середньому вагою 650 гр, а самиці 430 гр.

## Поширення
Мала азійська мангуста живе в широкому діапазоні від Ірану через північну Індію до Індокитаю. В Азії цей вид поширений від рівня моря до 2100 м. Має широкий діапазон місць проживання, в тому числі деградованих областях. У материковій частині Південно-Східної Азії, цей вид досягає високої концентрації в добре поливаних відкритих листяних лісах, покритих чагарником місцевостях і трав'янистих областях. За межами його природного ареалу, цей вид має багато добре створених поселень. Представлена мангуста була залучена до спустошення місцевої фауни, особливо на островах. Цей вид був завезений у Вест-Індію, на Гавайські острови, Маврикій, Фіджі, на Окінаві, а також Коморські Острови та Амамі-Осіма острова, Японія. Сенс цих введень в першу чергу був контроль населення щурів і змій. У Вест-Індії і на Гавайських островах вид був виявлений на луках, полях, лісах різних видів, у прибережних районах і навіть на передмістях. На Гавайських островах був записаний від рівня моря до максимальної висоти 3000 м.

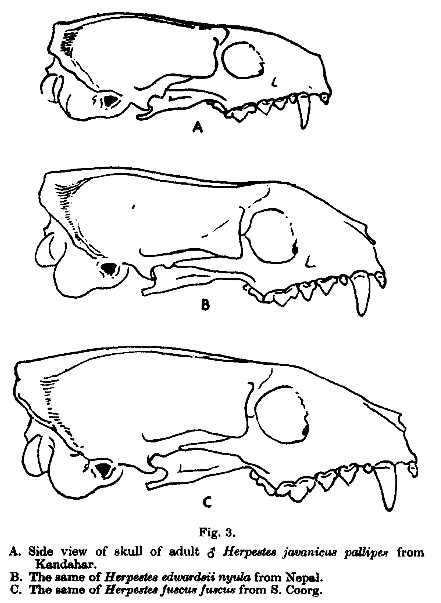
a. Череп мангусти

## Поведінка
Цей вид наземний, рідко лазить по деревах, харчується як вдень так і вночі, поживою для нього є щурі, птахи, рептилії, жаби, краби, комахи і навіть скорпіони. Вона дає приплоди від двох до чотирьох, період вагітності близько 7 тижнів.

## Загрози та охорона
Локально цей вид зазнає важких експлуатацій, але в цілому, видається, він досить поширений і адаптований. Вид часто беруть у полон і продають як домашні тварини. У північному В'єтнамі на нього полюють і продають на стихійних ринках м'яса у В'єтнамі й Китаї. Зустрічається на кількох охоронних територіях. У центральній Індії люди вважають мангусту священним, і, таким чином, не вбивають там.
В Європейському Союзі включено до списку чужорідних інвазійних видів.